# Afang

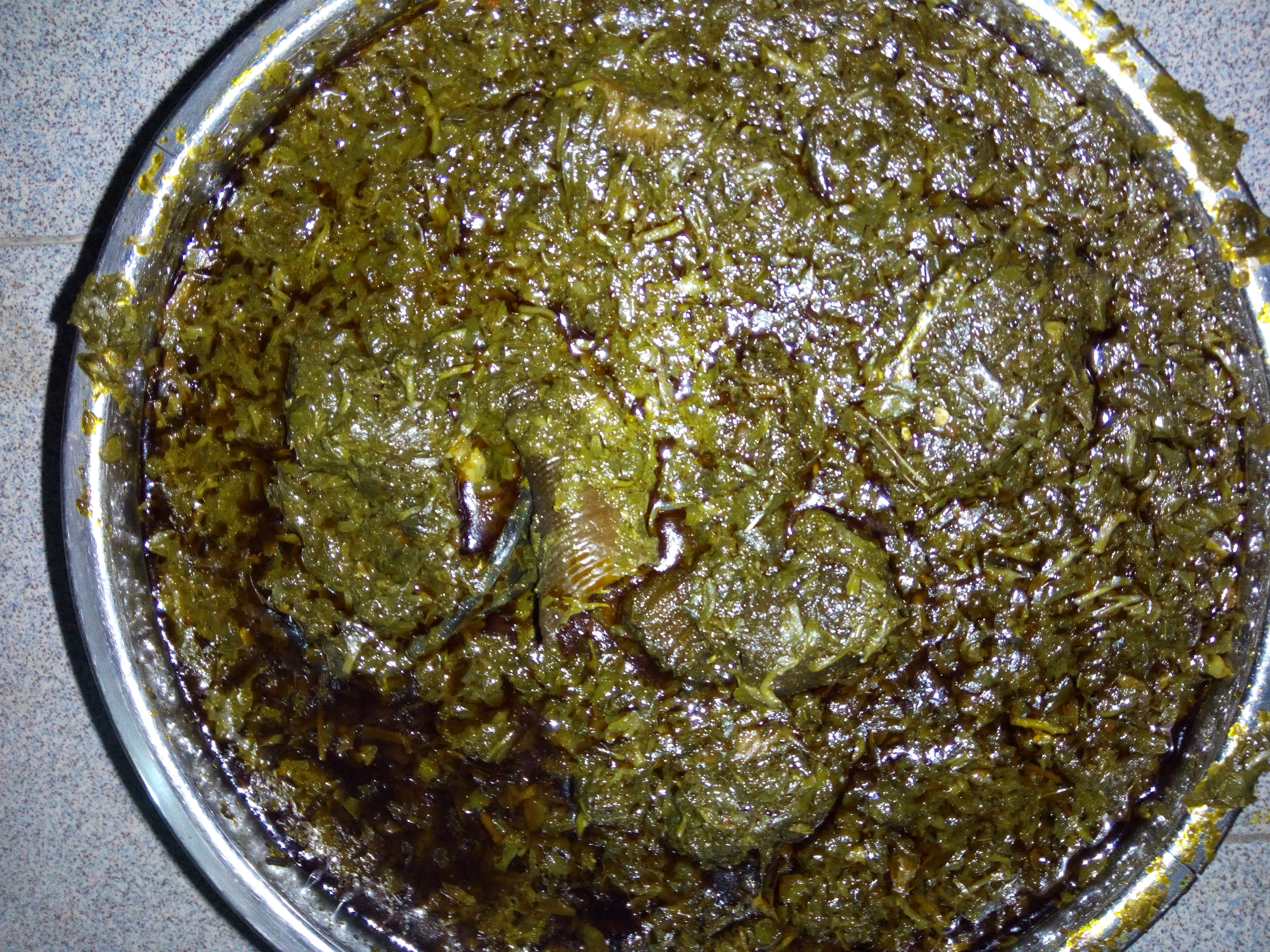
Một thau súp sệt Afang

Súp sệt Afang là một món súp rau lá có nguồn gốc từ người Efik của vương quốc Efik ở bang Cross River và người Ibibio của Akwa Ibom ở miền Nam Nigeria. Đây là một món ăn phổ biến của người Nigeria và một số vùng của Châu Phi. Món súp sệt này đặc biệt phổ biến đối với cộng đồng người Ibibio và cộng đồng người Anang ở bang Akwa Ibom và Cross River, những người đã dùng món ăn này như một phần bản sắc văn hóa của họ. 
Món súp này được dùng tại nhà và đôi khi được dọn ra trong các nghi lễ như đám cưới, chôn cất, lễ hội diễn ra chủ yếu ở miền nam Nigeria. Súp Afang rất bổ dưỡng và chi phí chuẩn bị có thể thay đổi tùy theo nhu cầu của gia đình. Nguyên liệu dùng để chế biến súp Afang bao gồm thịt bò, cá, dầu cọ, tôm càng, hạt tiêu, Shaki (lòng bò), lá sung (Talinum triangulare), lá Okazi (Gnetum africanum), hành tây, muối dừa cạn và một số gia vị khác, các gia vị từ lá được giã nhuyễn và trộn với dầu mỡ. Cần phân biệt món này với súp Okazi hoặc súp Ukazi, một món súp của ẩm thực Igbo.